# New Barrackpur
New Barrackpur é uma cidade e um município no distrito de North 24 Parganas, no estado indiano de Bengala Ocidental.

## Demografia
Segundo o censo de 2001, New Barrackpur tinha uma população de 83 183 habitantes. Os indivíduos do sexo masculino constituem 50% da população e os do sexo feminino 50%. New Barrackpur tem uma taxa de literacia de 76%, superior à média nacional de 59,5%: a literacia no sexo masculino é de 90% e no sexo feminino é de 62%. Em New Barrackpur, 7% da população está abaixo dos 6 anos de idade.